# Arroio Capivara
O Arroio Capivara é um arroio que flui por Porto Alegre, capital do estado do Rio Grande do Sul. O arroio tem sua foz na Praia de Ipanema, no Lago Guaíba.
Ao longo do tempo, da nascente à foz, sofreu um processo de urbanização crescente, desordenada e irregular, o que trouxe vários problemas ambientais, como o despejo de esgoto cloacal e resíduos sólidos em suas águas, a erosão das margens e o desmatamento da vegetação próxima.